# Гуляйстеп
Гуляйсте́п (до 2024 року Первома́йське) — село в Україні, у Михайлівській сільській громаді Полтавського району Полтавської області.

## Географія
Село Гуляйстеп знаходиться в західно-північній частині колишнього Машівського району, недалеко від витоків річки Нехворощанка. На півдні межує з селом Свистунівка, на сході з селом Михайлівка, на півночі з селом Вільний Степ та на заході з селом Крута Балка.

## Історія
Масове заселення села Хутори розпочалося на початку 1920-х років в результаті розкуркулення, та наділення селян з Жирківки землями так званих «куркулів».
1925 року перейменоване в село Первомайське.
Як і більшість сіл Полтавської області село зазнало значних втрат під час голодомору 1932–1933 років.
Під час Другої світової війни в Первомайське базувалося приблизно 200-ті німецьких солдат, декілька танків, було визволено в 1943. Село було майже повністю спалене, відбудоване до 1945 році.
Пережило голод 1946–1947 років.
Входило до складу декількох колективних господарств.
19 вересня 2024 року Верховна Рада підтримала перейменування села Первомайське на Гуляйстеп. 26 вересня 2024 року перейменування набуло чинності.

## Населення

### Мова
Розподіл населення за рідною мовою за даними перепису 2001 року:
| Мова       | Кількість | Відсоток |
| ---------- | --------- | -------- |
| українська | 235       | 99.16%   |
| російська  | 2         | 0.84%    |
| Усього     | 237       | 100%     |